# Giorgio Holzmann

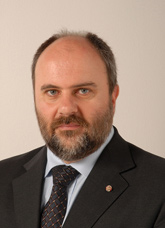
Giorgio Holzmann

Giorgio Holzmann (* 21. Januar 1957 in Bozen) ist ein italienischer Politiker aus Südtirol.

## Biographie
Holzmann trat bereits im Alter von 13 Jahren in die Jugendorganisation der neofaschistischen Partei Movimento Sociale Italiano (MSI) ein. Beruflich war er als Versicherungsinspektor tätig. Von 1985 bis 1988 vertrat der den MSI im Bozner Gemeinderat. Bei den Gemeinderatswahlen 2000 und 2005 war er Kandidat der Nachfolgepartei Alleanza Nazionale (AN), 2010 des Popolo della Libertà (PdL). Er verzichtete jedoch nach den erfolgreichen Wahlen auf seinen Sitz im Gemeinderat.
Holzmann wurde 1988, 1993, 1998 und 2003 für den MSI und später die AN in den Südtiroler Landtag und damit gleichzeitig den Regionalrat Trentino-Südtirol gewählt. Von 2003 bis 2006 war er Vizepräsident des Landtags. Bei den Parlamentswahlen 2006 konnte Holzmann für das Bündnis Casa delle Libertà einen Sitz in der italienischen Abgeordnetenkammer erringen und trat in der Folge als Landtags- und Regionalratsabgeordneter zurück. Bei den vorgezogenen Parlamentswahlen 2008 gelang ihm als Kandidat des PdL die Wiederwahl.
Bei den Parlamentswahlen 2013 versuchte Holzmann als Spitzenkandidat von Fratelli d’Italia, sich erneut um ein Mandat für die Abgeordnetenkammer zu bewerben, die Partei konnte jedoch nicht genug Unterstützerstimmen nachweisen, um im Mehrpersonenwahlkreis Trentino-Südtirol zur Wahl zugelassen zu werden. Er trat in der Folge im Senats-Einerwahlkreis Bozen an, unterlag jedoch deutlich Francesco Palermo, dem gemeinsamen Kandidaten von Südtiroler Volkspartei und Partito Democratico. Bei den Landtagswahlen 2013 scheiterte eine Kandidatur an formalen Fehlern. Ein letztes politisches Mandat trat er 2016 an, als das von ihm begründete Bündnis Alleanza per Bolzano 2 der 45 Sitze im Bozner Gemeinderat erringen konnte. Nur vier Monate nach der Wahl verzichtete Holzmann jedoch auf seinen Sitz und zog sich aus der Politik zurück.